# Olwen Fouéré
Pour les articles homonymes, voir Fouéré.
Olwen Fouéré est une écrivaine, actrice et artiste de théâtre irlandaise.

## Biographie
Olwen Fouéré est née en Irlande de parents bretons, Yann Fouéré (essayiste, théoricien des idées nationalistes bretonnes et militant breton) et de Marie-Magdeleine Mauger.
En tant qu'actrice, Olwen Fouéré a travaillé pour l’Abbey Theatre, le Gate Theatre, le Royal National Theatre, la Royal Shakespeare Company et le Focus Theatre.
En 1980, elle créa l'Operating Theatre avec le compositeur Roger Doyle (en), où elle restera jusqu'en 2008. Récemment, elle créa TheEmergencyRoom pour mener à bien certains projets.

## Filmographie partielle
- 2011 : This Must Be the Place de Paolo Sorrentino
- 2011: The other side of the sleep, premier long-métrage de Rebecca Daly[7]
- 2015 : The Survivalist de Stephen Fingleton
- 2017 : Jersey Affair de Michael Pearce
- 2018 : Beast de Michael Pearce
- 2018 : Mandy de Panos Cosmatos : Mother Marlène
- 2019 : Sea Fever de Neasa Hardiman : Ciara
- 2020 : The Irish woman who shot Mussolini[8]
- 2022 : Massacre à la tronçonneuse (Texas Chainsaw Massacre) de David Blue Garcia : Sally
- 2022 : The Northman de Robert Eggers : Ashildur
- 2024 : The Watchers d'Ishana Night Shyamalan : Madeline
- 2024 : Les Cartes du mal (Tarot) de Anna Halberg et Spenser Cohen
- 2024 : Cult Killer de Jon Keeyes : Dottie Evans
- 2025 : The Actor de Duke Johnson

## Source de la traduction
- (en) Cet article est partiellement ou en totalité issu de l’article de Wikipédia en anglais intitulé « Olwen Fouéré » (voir la liste des auteurs).